# Lista monumentelor istorice din județul Dâmbovița - A

Simbol utilizat pentru monumentele istorice

Lista monumentelor istorice din județul Dâmbovița - A cuprinde monumentele istorice înscrise în Patrimoniul cultural național al României și aflate în localități din județul Dâmbovița al căror nume începe cu litera A. 
Lista completă este menținută și actualizată periodic de către Ministerul Culturii, Cultelor și Patrimoniului Național din România, prin intermediul Institutului Național al Patrimoniului, ultima versiune datând din 2015. Această listă cuprinde și actualizările ulterioare, realizate prin ordin al ministrului culturii.
Puteți căuta un monument din județul Dâmbovița folosind formularul de mai jos sau puteți naviga prin toate monumentele din județ la lista monumentelor istorice din județul Dâmbovița.
| Cod LMI                              | Denumire                                                                    | Localitate                      | Localizare | Datare, Creatori                             | Imagine               | Erori             |
| ------------------------------------ | --------------------------------------------------------------------------- | ------------------------------- | --- | -------------------------------------------- | --------------------- | ----------------- |
| DB-I-s-B-16956 (RAN: 67611.01)       | Situl arheologic de la Adânca, punct „Pod Pâscov”                           | sat Adânca; comuna Gura Ocniței | „Pod Pâscov” sau „Ghimpuri”, la extremitatea de S a comunei, în stânga râului Pâscov                                                                                     |                                              | Încarcă foto \| video | Raportează eroare |
| DB-I-m-B-16956.01 (RAN: 67611.01.02) | Așezare                                                                     | sat Adânca; comuna Gura Ocniței | „Pod Pâscov” sau „Ghimpuri”, la extremitatea de S a comunei, în stânga râului Pâscov                                                                                     | Epoca medievală                              | Încarcă foto \| video | Raportează eroare |
| DB-I-m-B-16956.02 (RAN: 67611.01.01) | Așezare                                                                     | sat Adânca; comuna Gura Ocniței | „Pod Pâscov” sau „Ghimpuri”, la extremitatea de S a comunei, în stânga râului Pâscov                                                                                     | sec. II a. Chr., Latène, Cultura geto-dacică | Încarcă foto \| video | Raportează eroare |
| DB-I-s-B-16957 (RAN: 66973.01)       | Situl arheologic de la Alunișu                                              | sat Alunișu; comuna Cornățelu   | La 1 km SE de sat, pe partea dreaptă a pârâului Baranga |                                              | Încarcă foto \| video | Raportează eroare |
| DB-I-m-B-16957.01 (RAN: 66973.01.02) | Așezare                                                                     | sat Alunișu; comuna Cornățelu   | La 1 km SE de sat, pe partea dreaptă a pârâului Baranga | Epoca migrațiilor                            | Încarcă foto \| video | Raportează eroare |
| DB-I-m-B-16957.02 (RAN: 66973.01.01) | Așezare                                                                     | sat Alunișu; comuna Cornățelu   | La 1 km SE de sat, pe partea dreaptă a pârâului Baranga | sec. IV p. Chr., Epoca bronzului             | Încarcă foto \| video | Raportează eroare |
| DB-II-m-B-17318                      | Ruinele Bisericii „Adormirea Maicii Domnului”                               | sat Adânca; comuna Gura Ocniței | | sec. XVII - XVIII                            | Încarcă foto \| video | Raportează eroare |
| DB-II-m-B-17319                      | Biserica „Adormirea Maicii Domnului”                                        | sat Adânca; comuna Gura Ocniței | | 1886-1891                                    | Încarcă foto \| video | Raportează eroare |
| DB-II-m-B-17320 (RAN: 66973.02)      | Biserica „Adormirea Maicii Domnului”, „Mucenița Anastasia” și „Sf. Dumitru” | sat Alunișu; comuna Cornățelu   | Str. Ștefănescu V., învățător 1 | 1818, ref. 1947                              | Încarcă foto \| video | Raportează eroare |
| DB-II-a-B-17321                      | Ansamblul rural                                                             | sat Aninoasa; comuna Aninoasa   | Ambele laturi ale străzii Principale, între casa Paul Crețu la nord și Bis.„Sf. Ilie” la sud și strada perpendiculară, spre DN1 - pâna la limita posterioară a loturilor | sf. sec. XIX - înc. sec. XX                  | Încarcă foto \| video | Raportează eroare |
| DB-II-m-B-17322                      | Casa Paul Stoica                                                            | sat Aninoasa; comuna Aninoasa   | Str. Cornet 643 | 1900                                         | Încarcă foto \| video | Raportează eroare |
| DB-II-m-B-17324 (RAN: 65388.02)      | Biserica „Sf. Ilie”                                                         | sat Aninoasa; comuna Aninoasa   | Str. Manolescu Constantin | 1810, ref. 1846                              | Încarcă foto \| video | Raportează eroare |
| DB-II-m-B-17323                      | Casa Elena Oacheșu                                                          | sat Aninoasa; comuna Aninoasa   | Str. Manolescu Constantin 176, DN71 | 1915                                         | Încarcă foto \| video | Raportează eroare |
| DB-II-m-B-17466                      | Casa Dr. Severeanu                                                          | sat Aninoasa; comuna Aninoasa   | Aleea Sinaia | sec. XIX                                     | Încarcă foto \| video | Raportează eroare |
| DB-II-m-B-17325                      | Casa Constantin Tănase                                                      | sat Aninoasa; comuna Aninoasa   | Str. Valea Mare 597 | 1920                                         | Încarcă foto \| video | Raportează eroare |
| DB-II-m-B-17326                      | Casa Elena Cluceru                                                          | sat Aninoșani; comuna Cândești  | | sec. XIX                                     | Încarcă foto \| video | Raportează eroare |
| DB-II-m-B-17327 (RAN: 66544.01)      | Casa Alexandru Constantinescu                                               | sat Aninoșani; comuna Cândești  | | sec. XVIII                                   | Încarcă foto \| video | Raportează eroare |
| DB-II-m-B-17328                      | Casa Ion Parnia                                                             | sat Aninoșani; comuna Cândești  | Str. Ulița Aninoșani 24 | 1830                                         | Încarcă foto \| video | Raportează eroare |
| DB-IV-m-A-17797                      | Crucea de piatră „De la Fântână”                                            | sat Adânca; comuna Gura Ocniței | | 1650                                         | Încarcă foto \| video | Raportează eroare |
| DB-IV-m-B-17798                      | Troiță                                                                      | sat Adânca; comuna Gura Ocniței | | mijl. sec. XIX                               | Încarcă foto \| video | Raportează eroare |